# Robert Siboldi
Robert Siboldi, vollständiger Name Robert Dante Siboldi Badiola, (* 24. September 1965 in Canelones) ist ein ehemaliger uruguayischer Fußballspieler und -trainer.

## Spielerkarriere

### Verein
Der 1,80 Meter große Torhüter Siboldi stand zu Beginn seiner Karriere von 1983 bis 1988 beim Erstligisten Club Atlético Peñarol unter Vertrag. Die Aurinegros wurden in diesem Zeitraum in den Jahren 1985 und 1986 jeweils Uruguayischer Meister. Auf internationaler Ebene gewann der Verein 1987 zudem die Copa Libertadores. In der Spielzeit 1988/98 spielte er für den argentinischen Klub Gimnasia y Esgrima La Plata, wo er allerdings nur Ersatztorwart hinter Stammtorwart Moriconi war und nicht zum Einsatz kam. Von 1989 bis 1992 absolvierte er 108 Partien für die Mannschaft von Atlas Guadalajara aus Mexiko. In der Saison 1993/94 folgten 30 Spiele für CD Cruz Azul. 1994/95 war er ebenfalls in Mexiko beim Puebla FC aktiv und lief in 36 Ligabegegnungen auf. Seit der Spielzeit 1995/96 bis in die Wintersaison (Invierno) 1998 stand er in Reihen des mexikanischen Erstligisten UANL Tigres. 78 Einsätze weist die Statistik für ihn in diesem Zeitraum aus. In der Sommerspielzeit 1999 war Toros Neza sein Arbeitgeber. 17 Spiele stehen dort für ihn zu Buche. Im Torneo Invierno 1999 wurde er noch zehnmal bei Tigres UNAL eingesetzt. In der Clausura 2000, Apertura 2000 und Clausura 2001 spielte er für den argentinischen Verein Argentinos Juniors. Atlético Junior im Jahr 2001 und bei Gavilanes im Torneo Invieno 2002 in der Tercera División waren seine beiden letzten Karrierestationen als Spieler.

### Nationalmannschaft
Siboldi war auch Mitglied der A-Nationalmannschaft seines Heimatlandes. Von seinem Debüt am 21. Juni 1992 bis zu seinem letzten Einsatz am 10. September 1997 absolvierte er 34 Länderspiele. An der Copa América 1993 als auch an der Copa América 1997 nahm er mit Uruguay teil. Während der beiden Turniere war er Stammtorhüter der Celeste.

### Erfolge
- Copa Libertadores: 1987
- 2× Uruguayischer Meister: 1985, 1986

## Trainerlaufbahn
Mindestens im Mai 2009 wirkte er als Trainer des CD Cruz Azul und betreute diesen im Final-Rückspiel um die CONCACAF Champions League 2008/09. Zuvor hatte er bereits ab 2007 und später noch bis Ende 2010 das Reserveteam des Vereins betreut. Anfang Januar 2011 wurde berichtet, dass Siboldi zukünftig die Stelle des Torwarttrainers des Club de Fútbol Monterrey anstelle von Nicolás Navarro besetzen werde. Anfang Dezember 2011 verließ er Monterrey und übernahm das Traineramt bei Dorados de Sinaloa. Dort gab Ende April 2012 Vereinspräsident Antonio Núñez Siboldis Demission als Cheftrainer nach 14 Spielen bekannt. Siboldis Bilanz wies in diesem Zeitraum vier Siege, zwei Unentschieden und acht Niederlagen auf und ein Torverhältnis von 15:23 aus. Im Juli 2014 wurde er Sportdirektor der Nachwuchsabteilung (Fuerzas Básicas) von Santos Laguna in Mexiko. Mitte August 2015 übernahm er nach dem Rücktritt Pedro Caixinhas interimsweise das Traineramt bei den Profis. Bereits nach einer Partie wurde er dort in der zweiten Augusthälfte 2015 jedoch vom Spanier Pako Ayestarán abgelöst.
Im Laufe seiner Trainerkarriere wirkte er zudem bereits als Torwarttrainer bei CD Zacatepec, CD Irapuato und Cruz Azul Oaxaca. Zudem war er sowohl Eigentümer als auch Trainer in der Akademie des Siboldi Soccer Club in Monterrey.